# Ожогино (Ішимський район)
Ожо́гино (рос. Ожогино) — село у складі Ішимського району Тюменської області, Росія.
Населення — 127 осіб (2010, 227 у 2002).
Національний склад станом на 2002 рік:
- росіяни — 79 %